# Tadcaster Albion AFC
Tadcaster Albion AFC (celým názvem: Tadcaster Albion Association Football Club) je anglický fotbalový klub, který sídlí ve městě Tadcaster v nemetropolitním hrabství North Yorkshire. Založen byl v roce 1892 pod názvem John Smith's FC. Od sezóny 2018/19 hraje v Northern Premier League Division One East (8. nejvyšší soutěž). Klubové barvy jsou modrá a žlutá.
Své domácí zápasy odehrává na stadionu Ings Lane s kapacitou 2 000 diváků.

## Historické názvy
Zdroj: 
- 1892 – John Smith's FC (John Smith's Football Club)
- 1923 – Tadcaster Albion AFC (Tadcaster Albion Association Football Club)

## Úspěchy v domácích pohárech
Zdroj: 
- FA Cup
  - 3. předkolo: 2012/13
- FA Trophy
  - Preliminary Round: 2016/17, 2017/18
- FA Vase
  - Čtvrtfinále: 2014/15

## Umístění v jednotlivých sezonách
Stručný přehled
Zdroj: 
- 1973–1975: Yorkshire Football League (Division Three)
- 1975–1977: Yorkshire Football League (Division Two)
- 1977–1979: Yorkshire Football League (Division One)
- 1979–1980: Yorkshire Football League (Division Two)
- 1980–1982: Yorkshire Football League (Division Three)
- 1982–1984: Northern Counties East League (Division Two North)
- 1984–1985: Northern Counties East League (Division One North)
- 1985–1986: Northern Counties East League (Division Three)
- 1986–1991: Northern Counties East League (Division Two)
- 1991–2010: Northern Counties East League (Division One)
- 2010–2016: Northern Counties East League (Premier Division)
- 2016–2018: Northern Premier League (Division One North)
- 2018– : Northern Premier League (Division One East)

Jednotlivé ročníky
Zdroj: 
Legenda: Z – zápasy, V – výhry, R – remízy, P – porážky, VG – vstřelené góly, OG – obdržené góly, +/− – rozdíl skóre, B – body, červené podbarvení – sestup, zelené podbarvení – postup, fialové podbarvení – reorganizace, změna skupiny či soutěže
| Sezóny  | Liga                                             | Úroveň | Z  | V  | R  | P  | VG  | OG | +/− | B  | Pozice |
| ------- | ------------------------------------------------ | ------ | -- | -- | -- | -- | --- | -- | --- | -- | ------ |
| 2009/10 | Northern Counties East League (Division One)     | 10     | 34 | 22 | 8  | 4  | 80  | 37 | +43 | 74 | 1.     |
| 2010/11 | Northern Counties East League (Premier Division) | 9      | 38 | 20 | 8  | 10 | 90  | 62 | +28 | 68 | 4.     |
| 2011/12 | Northern Counties East League (Premier Division) | 9      | 38 | 20 | 7  | 11 | 68  | 50 | +18 | 67 | 8.     |
| 2012/13 | Northern Counties East League (Premier Division) | 9      | 42 | 23 | 8  | 11 | 84  | 60 | +24 | 77 | 6.     |
| 2013/14 | Northern Counties East League (Premier Division) | 9      | 44 | 29 | 10 | 5  | 116 | 48 | +68 | 93 | 3.     |
| 2014/15 | Northern Counties East League (Premier Division) | 9      | 40 | 27 | 5  | 8  | 112 | 46 | +66 | 86 | 3.     |
| 2015/16 | Northern Counties East League (Premier Division) | 9      | 42 | 31 | 5  | 6  | 119 | 50 | +69 | 98 | 1.     |
| 2016/17 | Northern Premier League (Division One North)     | 8      | 42 | 11 | 11 | 20 | 57  | 70 | -13 | 44 | 19.    |
| 2017/18 | Northern Premier League (Division One North)     | 8      | 42 | 17 | 11 | 14 | 67  | 46 | +21 | 62 | 19.    |
| 2018/19 | Northern Premier League (Division One East)      | 8      | 38 |    |    |    |     |    |     |    |        |